# Hugo (Minnesota)
Hugo és una població dels Estats Units a l'estat de Minnesota. Segons el cens del 2006 tenia 10.361 habitants.

## Demografia
Segons el cens del 2000, Hugo tenia 6.363 habitants, 2.125 habitatges, i 1.742 famílies. La densitat de població era de 72,3 habitants per km².
Dels 2.125 habitatges en un 45,1% hi vivien nens de menys de 18 anys, en un 71,5% hi vivien parelles casades, en un 6,7% dones solteres, i en un 18% no eren unitats familiars. En el 12,7% dels habitatges hi vivien persones soles el 2,6% de les quals corresponia a persones de 65 anys o més que vivien soles. El nombre mitjà de persones vivint en cada habitatge era de 2,99 i el nombre mitjà de persones que vivien en cada família era de 3,3.
Per edats la població es repartia de la següent manera: un 31,3% tenia menys de 18 anys, un 6,5% entre 18 i 24, un 34,6% entre 25 i 44, un 22,7% de 45 a 60 i un 4,9% 65 anys o més.
L'edat mediana era de 34 anys. Per cada 100 dones de 18 o més anys hi havia 105,6 homes.
La renda mediana per habitatge era de 63.450 $ i la renda mediana per família de 65.222 $. Els homes tenien una renda mediana de 44.069 $ mentre que les dones 31.110 $. La renda per capita de la població era de 24.334 $. Entorn de l'1,4% de les famílies i l'1,5% de la població estaven per davall del llindar de pobresa.

## Poblacions més properes
El següent diagrama mostra les poblacions més properes.